# 里塔镇
里塔镇，是中华人民共和国江西省抚州市南城县下辖的一个乡镇级行政单位。

## 行政区划
里塔镇下辖以下地区：
里塔社区、新街村、里塔村、后源村、谢坊村、欧坊村、渔良村、都军村、水南村、廖坊村、下湾村、徐兰村和昆塘村。